# Speedweek
Speedweek ist eine Online-Motorsportplattform der Red Bull Media House. Neben den Rennserien Formel 1, der DTM, MotoGP und Superbike-WM berichtet Speedweek über Rallye-, Langstrecken- und Bahnsport sowie Luftrennen, Motocross und die Geschichte des Motorsports.

## Geschichte
Gegründet wurde Speedweek als gedruckte Motorsport-Zeitschrift im Jahr 2008 durch den früheren Chefredakteur der Motorsport aktuell, den Österreicher Günther Wiesinger und den Red-Bull-Eigner Dietrich Mateschitz. Die Zeitschrift erschien wöchentlich mit einer Auflage von 75.000 Exemplaren  im Verlag Red Bulletin Schweiz AG, einer Tochterfirma des Red Bull Media House. Neben der Funktion des Chefredakteurs hatte Günther Wiesinger auch die Geschäftsführung des Unternehmens inne. Am 27. November 2012 erschien die letzte gedruckte Ausgabe der Speedweek.